# Schmaltzia trilobata
Schmaltzia trilobata là một loài thực vật có hoa trong họ Đào lộn hột. Loài này được (Nutt.) Small miêu tả khoa học đầu tiên năm 1903.